# Rhabdoblatta trilobata
Rhabdoblatta trilobata är en kackerlacksart som först beskrevs av Henri Saussure 1891.  Rhabdoblatta trilobata ingår i släktet Rhabdoblatta och familjen jättekackerlackor.
Artens utbredningsområde är Madagaskar. Inga underarter finns listade i Catalogue of Life.